# Trabectédine
La trabectédine est un médicament anti-cancéreux alcaloïde, commercialisé sous le nom de Yondelis, utilisé en traitement de deuxième ligne des sarcomes des tissus mous après échec des anthracyclines et du cyclophosphamide. Elle a une activité cytotoxique en empêchant la transcription de l'ADN des cellules tumorales, empêchant la réparation de l'ADN, et bloque le cycle cellulaire.
La trabectédine est éliminée dans le foie par le cytochrome P450. Au niveau des effets secondaires, les toxicités hématologique et hépatique sont importantes. Cette molécule est d'ailleurs déconseillée par la revue médicale indépendante Prescrire en 2023.
Toutefois, une étude publiée en 2024 montre qu'il peut prolonger le temps de rémission des léiomyosarcomes, utilisé en première ligne en association avec la doxorubicine.